# St.-Trinitatis-Kirche (Mrągowo)
Die St.-Trinitatis-Kirche in Mrągowo (deutsch Sensburg) ist ein Bauwerk aus der ersten Hälfte des 18. Jahrhunderts. Sie ist eine der wenigen Kirchen in Polen, die in der Zeit nach 1945 evangelisch geblieben sind.

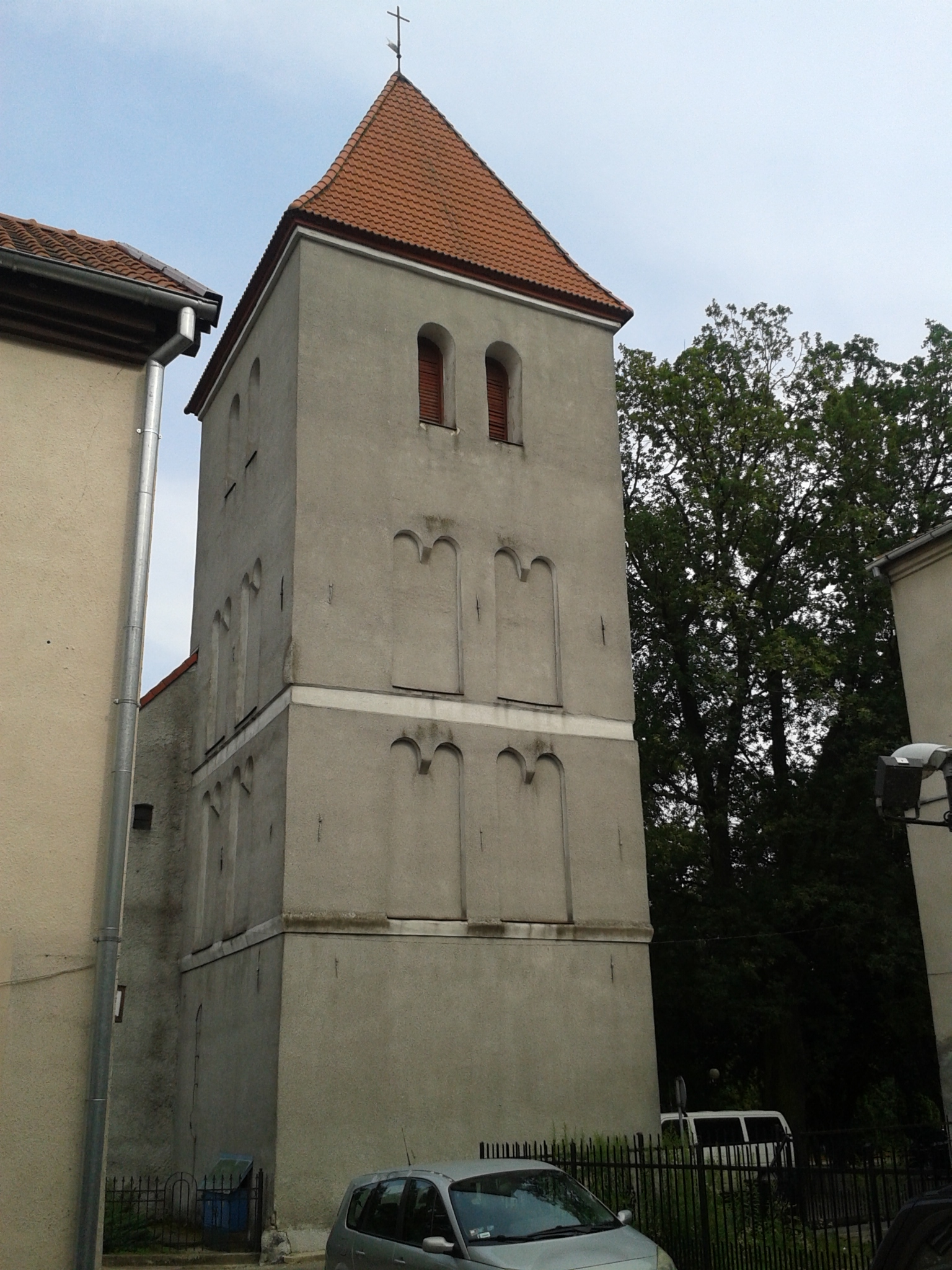
Der massive viergeschossige Kirchturm

## Geographische Lage
Das einst ostpreußische Sensburg und heute polnische Mrągowo liegt in Masuren in der östlichen Mitte der Woiwodschaft Ermland-Masuren am Kreuzungspunkt der polnischen Landesstraßen DK 16 (einstige deutsche Reichsstraße 127) und DK 59 (Reichsstraße 140) sowie der Woiwodschaftsstraßen DW 591 und DW 600. Eine Bahnanbindung existiert nicht mehr.
Die St.-Trinitatis-Kirche steht im östlichen Stadtzentrum nahe dem Czoos-See (polnisch Jezioro Czos).

## Kirchengebäude
In der Nachfolge eines Kirchengebäudes aus dem Jahr 1409 wurde in Sensburg im Jahre 1734 der jetzige verputzte Feldsteinbau als „Evangelische Pfarrkirche“ (so die offizielle Bezeichnung bis 1945) errichtet – als Anbau an den aus dem Jahr 1705 stammenden viergeschossigen Westturm. Den Turm zierte einst eine Wetterfahne mit dem Sensburger Wappen und der Jahreszahl 1705.
Der Kircheninnenraum war dreischiffig angelegt. Der Mittelteil war überwölbt, und über den seitlichen Emporen befanden sich Flachdecken. Der Altar mit der Reproduktion des Bildes Das Abendmahl von Leonardo da Vinci und die Kanzel waren Arbeiten des 19. Jahrhunderts, während der Taufstein sowie das Kruzifix aus dem 17. Jahrhundert stammten. Über dem Haupteingang war zu lesen: der Psalmvers Gehet in Gottes Thore frölich ein mit Dancken, und Diess Haus ist erbaut zu Gottes Wahren Ehren, so Lasst uns solchen Preis zu unserer Zeit vermehren.
Die 1760 erbaute Orgel wurde 1836 von Orgelbaumeister Johann Scherweit aus Königsberg (Preußen) repariert. Das Geläut der Kirche bestand aus zwei Glocken.
Im Jahr 1822 überstand die Kirche den großen Stadtbrand ohne Beschädigung. Im Jahr 1885 baute man die Apsis an das Gebäude an.
Eine Brandstiftung zerstörte 1945 die Kirche, die 1961 in gleicher Form, aber niedriger und kürzer wieder aufgebaut wurde. Die Innenausstattung wurde erneuert und gibt sich heute als modern, schlicht und pragmatisch.

## Kirchengemeinde

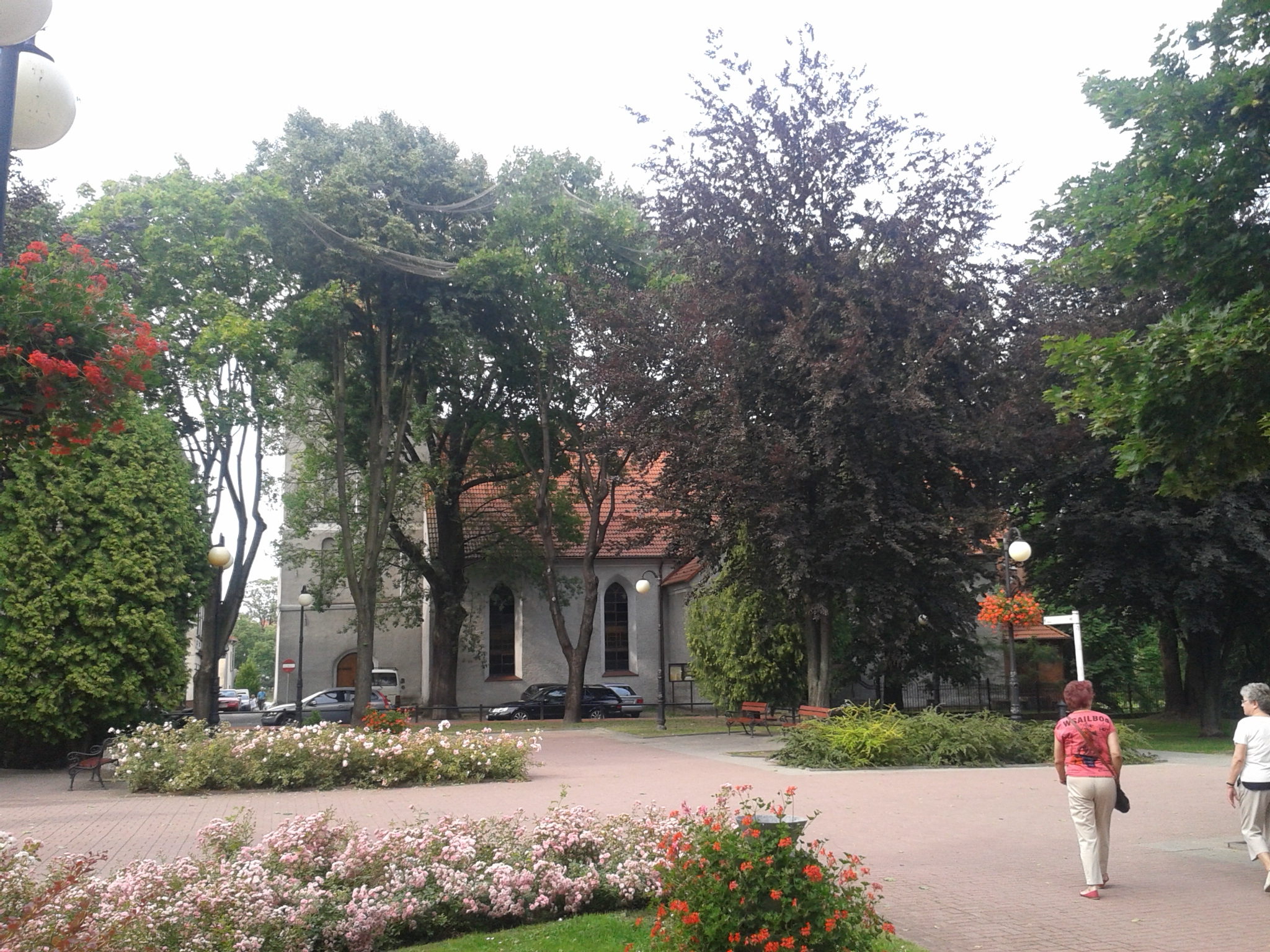
Die Kirche von der Grünanlage Jan Paweł II aus gesehen

Bereits in vorreformatorischer Zeit um 1400 bestand in Sensburg eine Kirchengemeinde. Schon früh nach Einzug der Reformation in Ostpreußen wurde hier lutherisch gepredigt. Ursprünglich der Inspektion Rastenburg (polnisch Kętrzyn) zugeordnet, war die Kirchengemeinde bis 1945 in den Kirchenkreis Sensburg der Kirchenprovinz Ostpreußen der Evangelischen Kirche der Altpreußischen Union eingegliedert. Hier taten zwei Pfarrer gleichzeitig ihren Dienst in dem weitläufigen Kirchspiel von Stadt und Land bei immerhin 10.000 Gemeindegliedern im Jahr 1925 mit den besonderen Aufgaben der Krankenhaus- und Gefangenenseelsorge und – ab 1899 – der Betreuung einer Garnison.
In Kriegsfolge kam Sensburg 1945 zu Polen. Obwohl Flucht und Vertreibung der einheimischen Bevölkerung die Zahl der evangelischen Gemeindeglieder erheblich dezimiert hatten, konnte sich in der jetzt Mrągowo genannten Stadt eine neue evangelische Gemeinde etablieren, der die alte Pfarrkirche als Gotteshaus zustand. Sie ging in das Eigentum der Evangelisch-Augsburgischen Kirche in Polen über und erhielt den Namen St.-Trinitatis-Kirche (polnisch: Kościół św. Trójcy). Sie ist wieder eine Pfarrkirche, der die beiden Filialgemeinden Nawiady (Aweyden) und Użranki (Königshöhe, bis 1881 Uszranken) zugeordnet sind. In der Pfarrei, die zur Diözese Masuren gehört, tut nur noch ein Geistlicher seinen Dienst.

### Kirchspielorte (bis 1945)
Das Kirchspiel Sensburg bestand bis 1945 aus den beiden Sprengeln Stadt und Land:
Sensburg-Stadt:
| Name            | Änderungsname 1938 bis 1945 | Polnischer Name |  | Name                                   | Änderungsname 1938 bis 1945 | Polnischer Name |
| --------------- | --------------------------- | --------------- |  | -------------------------------------- | --------------------------- | --------------- |
| Bronikowen      | Ratsgrund                   | Bronikowo       |  | Sensburg (Stadt)                       |                             | Mrągowo         |
| Marienthal      |                             |                 |  | Stadtwald                              |                             |                 |
| Nikutowen       | Niekuten                    | Nikutowo        |  | Sternfelde                             |                             | Gwiazdowo       |
| Ober Mühlenthal |                             | Młynowo         |  | Sternwalde                             |                             | Lasowiec        |
| Poremben        |                             | Poręby          |  | Timnikswalde                           | (nach 1898:) Ratswalde      | Tymnikowo       |
| Porembischken   | Vierwinden                  | Porębiska       |  | Troscziksberg (1936–1938) Troszigsberg | (1938–1945) Trotzigsberg    | Troszczykowo    |

Sensburg-Land:
| Name             | Änderungsname 1938 bis 1945 | Polnischer Name |  | Name           | Änderungsname 1938 bis 1945 | Polnischer Name |
| ---------------- | --------------------------- | --------------- |  | -------------- | --------------------------- | --------------- |
| * Alt Bagnowen   | Althöfen                    | Bagienice       |  | * Mertinsdorf  |                             | Marcinkowo      |
| Bagnower Wald    | Gut Althöfen                | Bagnowski Dwór  |  | * Muntowen     | Muntau                      | Muntowo         |
| Bagnowenwolka    | (ab 1929) Tiefendorf        | Wolka Bagnowska |  | Neu Bagnowen   | Borkenau                    | Nowe Bagienice  |
| Czerwanken       | (ab 1930) Rotenfelde        | Czerwonki       |  | Petersberg     |                             | Piotrówka       |
| * Grabowen       | Grabenhof                   | Grabowo         |  | * Polschendorf | (ab 1928) Stangenwalde      | Polska Wieś     |
| * Jakobsdorf     |                             | Jakubowo        |  | Proberg        |                             | Nowy Probark    |
| * Karwen         |                             | Karwie          |  | Probergswerder |                             | Żabieniec       |
| * Klein Bagnowen | (ab 1929) Bruchwalde        | Bagienice Małe  |  | Schniodowen    | Schniedau                   | Śniadowo        |
| * Krummendorf    |                             | Krzywe          |  | * Wiersbau     | Lockwinnen                  | Wierzbowo       |

### Pfarrer
An der Pfarrkirche Sensburg amtierten als evangelische Geistliche:
- NN., 1550
- NN., bis 1552
- NN., ab 1552
- Melchior Drechsler, bis 1573
- Sigismund Glinski, ab 1573
- Johann Schenckenberg, bis 1588
- Christoph Pambius, 1588–1592
- Johann Feuerstein, ab 1593
- Albrecht Dorsch, 1607
- Matthias Libinski, 1610–1616
- Johann Frigidus, bis 1625
- Johann Metner, ab 1626
- Heinrich Cruse, 1626–1635
- Georg Sannius, bis 1650
- Johann Faber
- Andreas Pirowius, 1658–1693
- Albert Porritius, bis 1668
- Andreas Hamilton, 1668–1669
- Johann Heeder, ab 1669
- Johann Jerzembski, 1691–1728
- Christian Heeder, bis 1708
- Michael Heeder, 1708–1752
- Johann Friedrich Jerzembski, 1729–1761
- Georg Andreas Cwalina, 1752–1758
- Wilhelm Swonckowski, 1758–1779
- Christoph Nadrowski, 1761–1782
- Jacob von Lenski, 1779–1784
- Johann Theodor Stern, 1782–1808
- Gottlieb B. Schimanowski, 1784–1794
- Ernst Christian Boretius, 1794–1818
- Ernst Gotthold Wendland, 1808–1840
- Martin Friedrich Sczesny, 1819–1826
- Adam Emanuel Sadowski, 1826–1827
- Heinrich Leopold Czygan, 1828–1852
- Johann Heinrich Schellong, 1840–1853
- Julius Robert Stiller, 1853–1867[6]
- Heinrich Rudolf Hensel, 1853–1870
- Friedrich Otto H. Gerß, 1868–1894
- Franz Borchert, 1870–1873
- Julius Pilchowski, 1874–1876[6]
- Johann Leopold Hugo Alexander, 1884–1886
- Leo Wilhelm Richard Bury, 1886–1888
- Karl G. Franz Rothe, 1889–1925
- Johann Julius G. Rimarski, 1895–1925[6]
- Gustav Herm. Const. Hotop, ab 1901
- Gotthard Meyberg, 1925–1928
- Otto Karl Matern, 1925–1945
- Hermann Blankerts, 1929–1933
- Ernst Szepan, 1933–1937
- Günter Baumgart, 1938–1945

2016 amtierte an der St.-Trinitatis-Kirche Pfarrer Piotr Mendroch.

### Kirchenbücher
Von den Kirchenbuchunterlagen des Kirchspiels Sensburg haben sich erhalten und werden im Evangelischen Zentralarchiv in Berlin-Kreuzberg aufbewahrt:
- Taufen:

– Stadt: 1659 bis 1944, Land: 1659 bis 1944
- Trauungen:

– Stadt: 1766 bis 1944, Land: 1766 bis 1944
- Begräbnisse:

– Stadt: 1682 bis 1944, Land: 1682 bis 1944
Außerdem existieren Namenslisten der Getauften, Getrauten und Begrabenen sowie eine Liste der Pfarrer und Diakone 1550 bis 1836 und chronikalische Aufzeichnungen.